# Speedschießen
Das Speedschießen ist eine Schießsportdisziplin des Bundes Deutscher Sportschützen (BDS) bei der unter Zeitdruck auf Zielscheiben geschossen wird. Die Disziplin wird für Kurzwaffen und Langwaffen (Büchse und Flinte) angeboten.

## Ablauf
Es wird auf eine Entfernung von 25 Meter geschossen. Der Schütze hat jeweils 5 Speed-Scheiben vor sich. Diese bestehen aus einem schwarz ausgefüllten Kreis, der in lediglich zwei Wertungszonen (10 und 7 Ringe) eingeteilt ist. Flinten werden mit Slugs geschossen. Pro Durchgang werden die fünf Scheiben in einer Reihe von links oder von rechts durchgehend je mit einem Schuss beschossen. Der elektronische Timer misst die Zeit vom akustischen Startsignal bis zur letzten Schussabgabe.
Vor Beginn der Wertungsserie dürfen innerhalb von drei Minuten beliebig viele Probeschüsse abgegeben werden, jedoch nur auf eine einzelne Scheibe.

### Kurzwaffen + Langwaffen im Kurzwaffenkaliber
Es werden insgesamt 20 Schüsse in vier Durchgängen abgegeben.
Nur an der DM werden insgesamt 30 Schüsse in sechs Durchgängen abgegeben.

### Flinten
Es werden insgesamt 20 Schüsse in vier Durchgängen abgegeben.

## Wertung
Das Gesamtergebnis ist die erreichte Ringzahl abzüglich der auf ganze Sekunden abgerundeten Summe der Schießzeiten.
Alle Altersklassen und die meisten Geräteklassen können bei Speedschießen antreten.
Die jeweils gültigen Altersklassen und die angebotenen Geräteklassen können dem aktuellen genehmigten Sporthandbuch entnommen werden, das auf der Internetseite des BDS sowie des Bundesverwaltungsamtes veröffentlicht ist.

## Meisterschaften
Speedschießen wird deutschlandweit auf Vereinsebene geschossen. Es finden Vereins-, Bezirks-, Landes- und Deutsche Meisterschaften statt. Der Zugang zu höheren Meisterschaften ist in der Regel durch Qualifikation auf der niedrigeren Ebene abhängig.